# 越南—马里关系
越南－马里关系是指越南社会主义共和国和马里共和国历史上及现代的双边关系。兩國均為不結盟運動、77國集團、法文國家及地區國際組織成員國。

## 政治交流
19世纪末至20世纪中叶的越南与马里均曾经是法蘭西殖民帝國的一部分，直至两国分别于1945年、1960年独立。马里联邦于1960年代脱离法国独立后，联邦成员塞內加爾和蘇丹出现政治分歧，导致联邦解体，脱离法兰西共同体的苏丹易名为“马里”后，立即于1960年10月30日与越南民主共和国（北越）建立邦交，马里也因此成为北越在非洲的第二个邦交国。此后两国关系友好顺利发展。北越首任驻马里大使阮清河（Nguyễn Thanh Hà）亦于翌年1月到任。越南战争期间，马里亦支持越南民主共和国对美国、南越作战，并承认了越南南方共和国。越南统一后，越南社会主义共和国继承了与马里的外交关系。
1994年，越南、马里成立了两国政府间联合委员会，但迄今尚未举行任何会议，此外，两国各级代表团的互访也相当有限。
2020年，马里发生政变后，越南常驻联合国代表团团长邓廷贵大使在联合国安理会视讯会议上表示肯定联合国、非盟和西非国家经济共同体为和平解决马里危机所做的努力，并敦促马里有关各方保持克制，尽力以和平方式解决政治危机、恢复国内秩序。
越南曾在巴马科设有大使馆，但基於預算考量已於1972年關閉，至今仍未复馆，目前對马里的相關事務由越南驻阿尔及利亚大使馆兼辖。马里对越南的相关事务则由马里驻华大使馆兼辖。

### 人员交流
马里：总统莫迪博·凯塔（1964年）、总理易卜拉欣·布巴卡爾·凱塔（1994年）、国会议长迪亚洛（1995年）。
越南：外交部长雍文谦（1961年）、国家副主席阮友寿（1978年）、国家副主席阮氏萍（1994年）

## 经贸交流
2019年，越南、马里双边贸易额达到6740万美元，同比去年增加了4100万美元。其中越南主要从马里进口棉花、并向马里出口水泥及石油产品。

## 人文交流

### 援助
早在1960年越、马建交后不久，北越即派出了一些教育、衛生、農業、銀行、手工業專家前往支援馬利发展。自2005年以来，越南参与了马里耶利馬內镇的可持續發展支持計劃，并派遣了数名农业专家援助当地，亦得到了马里政府的认可。

### 侨民
2018年，马里国内有越侨约300人，主要从事零售、餐饮业，暂未成立有规模的越侨协会。

## 協定
| 日期   | 簽署                                                             | 備註  |
| ------ | ---------------------------------------------------------------- | ----- |
| 1994年 | 《越南社会主义共和国与马里共和国經濟、文化、科技和貿易合作協定》 | [ 9 ] |